# Pointe-à-Pitre
Pointe-à-Pitre (franskt uttal: [pwɛ̃tapitʁ]) är en kommun i det franska utomeuropeiska departementet Guadeloupe i Västindien. Kommunen ligger i kantonen Pointe-à-Pitre som ligger i arrondissementet Pointe-à-Pitre. År 2022 hade Pointe-à-Pitre 14 855 invånare.
Pointe-à-Pitre är Guadeloupes näst folkrikaste kommun (efter Les Abymes) och ögruppens ekonomiska centrum. Staden härbärgerar en större hamn samt universitetet. I marinan pågår livlig turistaktivitet med fokus på seglare. Från hamnen kan man med båt ta sig till öarna Marie-Galante, Îles des Saintes samt La Désirade.
Staden förstördes 1843 av en jordbävning och 1871 av en omfattande brand.

## Befolkningsutveckling
| Befolkningsutvecklingen i Pointe-à-Pitre 1990–2021 | Befolkningsutvecklingen i Pointe-à-Pitre 1990–2021 | Befolkningsutvecklingen i Pointe-à-Pitre 1990–2021 | Befolkningsutvecklingen i Pointe-à-Pitre 1990–2021 | Befolkningsutvecklingen i Pointe-à-Pitre 1990–2021 |
| -------------------------------------------------- | -------------------------------------------------- | -------------------------------------------------- | -------------------------------------------------- | -------------------------------------------------- |
|                                                    |                                                    |                                                    |                                                    |                                                    |
| År                                                 |                                                    |                                                    | Folkmängd                                          |                                                    |
| 1990                                               | 1990                                               |                                                    | 26 029                                             |                                                    |
| 1999                                               | 1999                                               |                                                    | 20 948                                             |                                                    |
| 2007                                               | 2007                                               |                                                    | 17 408                                             |                                                    |
| 2015                                               | 2015                                               |                                                    | 16 343                                             |                                                    |
| 2021                                               | 2021                                               |                                                    | 14 486                                             |                                                    |

## Kända personer från Pointe-à-Pitre
- Maryse Condé, författare
- Lilian Thuram, före detta fotbollsspelare